# Яськово
Яськово (укр. Яськове) — село в Менском районе Черниговской области Украины. Население 8 человек. Занимает площадь 0,1 км².
Код КОАТУУ: 7423085506. Почтовый индекс: 15620. Телефонный код: +380 4644.

## Власть
Орган местного самоуправления — Лениновский сельский совет. Почтовый адрес: 15620, Черниговская обл., Менский р-н, с. Сахновка, ул. Шевченко, 5.